# Vaughn De Leath
Vaughn De Leath, née Leonore Vonderlieth  (26 septembre 1894 - 28 mai 1943), est une chanteuse américaine populaire dans les années 1920, qui se désigne elle-même comme « Original Radio Girl  » et « First Lady of Radio » ( Première dame de la Radio) . Elle est considérée comme l'une des premières « chanteuse de charme ». Une de ses chansons à succès, Are You Lonesome Tonight?, enregistrée en 1927, devient célèbre lorsqu'Elvis Presley la reprend en 1960.

## Jeunesse
Leonore Vonderlieth naît dans la ville de Mount Pulaski, Illinois le 26 septembre 1894. Ses parents sont Catherine et George Vonderlieth. À 12 ans, Leonore déménage à Los Angeles avec sa mère et sa sœur, où elle termine ses études secondaires et étudie la musique. Au Mills College, elle commence à écrire des chansons, mais abandonne pour poursuivre une carrière de chanteuse.  Elle adopte à ce moment le nom de scène « Vaughn De Leath ». Elle possède une très large tessiture, pouvant atteindre les aigus d'une soprano ainsi que les graves d'une contralto. De Leath s'adapte au style vocal jazz émergent et moins restrictif de la fin des années 1910 et du début des années 1920.

## Carrière
En janvier 1920, l'inventeur et pionnier de la radio Lee DeForest l'emmène dans le studio exigu de sa station, 2XG, situé dans la World's Tower de New York, d'où elle chante Swanee River. Bien que ce ne soit pas, comme on le dit parfois, la première diffusion de chant en direct sur la radio, Vaughn De Leath s'impose comme une interprète de radio habile, et Lee De Forest notera plus tard : « Elle fut un succès instantané. Sa voix et sa présence chaleureuse et sans prétention au microphone étaient parfaitement adaptées à cette nouvelle tâche. Sans instruction, elle a semblé sentir exactement ce qui était nécessaire dans la chanson et le jargon pour parvenir à ses fins. ». Selon certains récits de ces débuts au studio, elle apprend que les notes aiguës chantées dans sa tessiture naturelle de soprano pourraient briser les tubes à vide de l'amplificateur de son microphone à charbon. Aussi, Vaughn De Leath passe à une tessiture de contralto et devient à cette occasion la première radio crooner, qui est devenu le style de chant dominant des trois décennies suivantes,,.
En 1921, lors des premières années de la radio commerciale, Vaughn De Leath commence à chanter sur WJZ, à Newark, New Jersey (une station connue plus tard sous le nom de WABC à New York). Elle chante également sur les scènes de New York du début au milieu des années 1920, mais la radio devient son principal medium et elle se fait un nom en tant que chanteuse de radio.
Elle commence à enregistrer ses chansons en 1921. Au cours de la décennie suivante, elle enregistre pour de nombreux labels, dont Edison, Columbia, Victor, Okeh, Gennett et Brunswick . Elle enregistre occasionnellement pour les labels des filiales de certaines de ces sociétés sous différents pseudonymes, tels que Gloria Geer, Mamie Lee, Sadie Green, Betty Brown, Nancy Foster, Marion Ross, Glory Clarke, Angelina Marco et Gertrude Dwyer. Vaughn De Leath est très polyvalente en termes de styles et, selon l'occasion ou les exigences, peut s'adapter en tant que balladeer sérieuse, chanteuse énergique, femme sulfureuse ou comédienne de vaudeville.

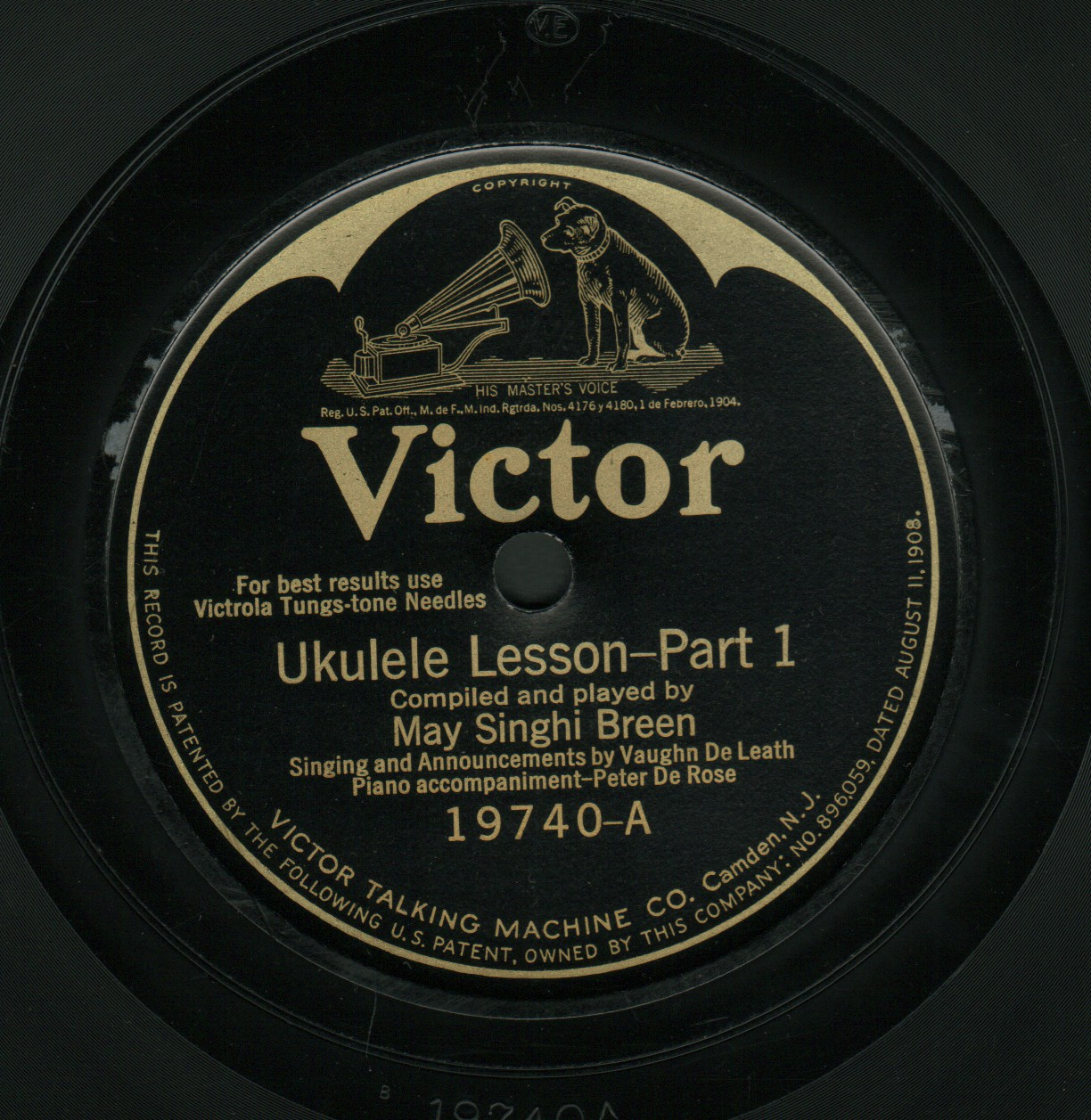
Étiquette du disque 78 tours "Ukulele Lesson"

Vaughn De Leath enregistre également des chansons pour des films muets, telles que Oliver Twist, écrite par la chanteuse elle-même, pour le film homonyme de 1922,. Les musiciens accompagnant De Leath sont parmi les jazzmen les plus réputés des années 1920, dont le cornettiste Red Nichols, le tromboniste Miff Mole, les guitaristes Dick McDonough et Eddie Lang, et le chef d'orchestre Paul Whiteman. Elle fait preuve d'un grand talent à l'ukulélé et s'accompagne parfois elle-même sur des enregistrements, comme pour le hit de 1925 « Ukulele Lady » (qui est utilisé dans le film de 1999, The Cider House Rules). En concert, elle joue du banjo, de la guitare et du piano. En 1925, elle prête sa voix pour une leçon d'ukulélé enregistrée (alors une première historique) par May Singhi Breen pour le label Victor.

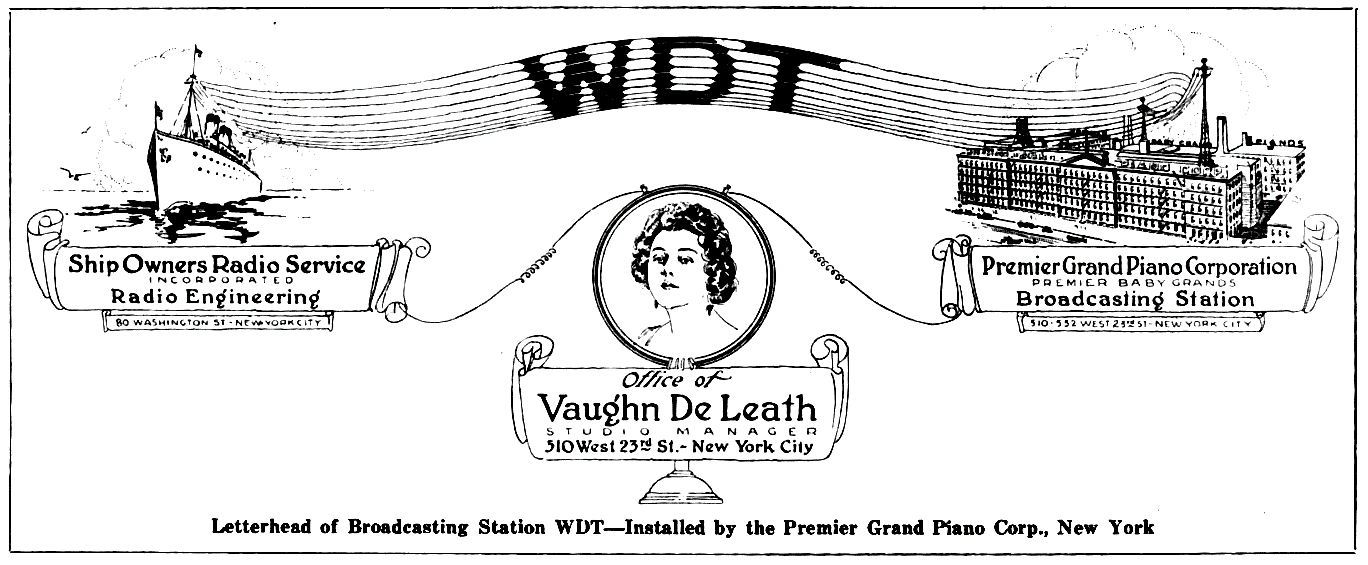
Vaughn De Leath est rémunérée comme manager du studio WDT's au cours de 1923

 En 1923, elle devient l'une des premières femmes à diriger une station de radio : WDT à New York, sur laquelle elle joue également et dirige un orchestre de soixante musiciens,. En 1928, elle apparait dans une émission de télévision expérimentale et sera plus tard une invitée spéciale pour la première émission de la radio The Voice of Firestone. Elle est également l'une des premières artistes américaines à diffuser en Europe via une transmission radio transatlantique.
Vaughn De Leath fait son dernier enregistrement en 1931 pour le label Crown. Elle fait ses dernières performances sur le réseau national au début des années 1930. Dans ses dernières années, elle fait des apparitions à la radio sur les stations locales de New York, y compris WBEN à Buffalo.

## Mariages, déclin de carrière et décès
Vaughn De Leath se marie deux fois. En 1924, elle épouse l'artiste Livingston Geer, dont elle divorce en 1935. L'année suivante, elle épouse le musicien Irwin Rosenbloom, dont elle divorce en 1941.
En 1931, Vaughn De Leath poursuit Kate Smith en justice pour avoir utilisé la désignation « Première Dame de la Radio »,. Bien que Smith accepte de ne pas utiliser le terme pendant un certain temps, elle reprend le flambeau après la mort de Vaughn De Leath.
Après le déclin de sa carrière, Vaughn De Leath connait des difficultés financières considérables, aggravées par un problème d'alcoolisme, qui contribue à sa mort à l'âge de 48 ans à Buffalo, New York. Sa nécrologie dans The New York Times indique qu'elle est morte à 42 ans. Ses cendres sont enterrées dans sa maison d'enfance de Mount Pulaski, Illinois.
Vaughn De Leath est presque oubliée aujourd'hui. Elle connaît un bref regain de notoriété en 1999, lorsque son enregistrement de Ukulele Lady de 1925 (Columbia Viva-Tonal) est repris dans l'adaptation cinématographique de 1999 du roman de John Irving L’Œuvre de Dieu, la part du Diable.